# Кэрриган, Энтони
Э́нтони Кэ́рриган (англ. Anthony Carrigan; род. 2 января 1983, Бостон, Массачусетс, США) — американский актёр кино и телевидения.

## Биография
С детства Кэрриган страдал от алопеции, болезни, приводящей к выпадению волос. В детстве симптомы не сильно проявлялись, но после 20 лет он начал терять все больше волос. Во время съемок сериала «Забытые» ему приходилось носить макияж и накладные брови, чтобы скрыть облысение.
Кэрриган получил известность ролью Виктора Заса в телесериале «Готэм». С 2018 года он играет одну из главных ролей в сериале «Барри».

## Фильмография
| Год       |     | Русское название                      | Оригинальное название        | Роль                              |
| --------- | --- | ------------------------------------- | ---------------------------- | --------------------------------- |
| 2008      | с   | Закон и порядок: Преступное намерение | Law & Order: Criminal Intent | Эйч Джек Уокер III                |
| 2008      | ф   | Секреты Лонг-Айленда                  | Long Island Confidential     | Джейк                             |
| 2011      | ф   | Бессмертный                           | The Undying                  | Джейсон Донован/Элайджа Парментер |
| 2009—2010 | с   | Забытые                               | The Forgotten                | Тайлер Дэвис                      |
| 2011      | с   | Родители                              | Parenthood                   | Кори Смит                         |
| 2012      | ф   | Рука Бога                             | Hand of God                  | Джонатан                          |
| 2013      | ф   | Делайте ваши ставки!                  | Over/Under                   | Марино Пуццо                      |
| 2014—2015 | с   | Флэш                                  | The Flash                    | Кайл Нимбус/Туман                 |
| 2016      | с   | Чёрный список                         | The Blacklist                | Харрис Холт                       |
| 2014—2019 | с   | Готэм                                 | Gotham                       | Виктор Зас                        |
| 2016      | ф   | Сатанический                          | Satanic                      | Энтони                            |
| 2018      | кор | Платная дорога                        | The Toll Road                | Даррен                            |
| 2018      | с   | Безжалостное солнце                   | Hard Sun                     | мистер Вайсс                      |
| 2018—2023 | с   | Барри                                 | Barry                        | Нохо Хэнк                         |
| 2020      | ф   | Билл и Тед                            | Bill & Ted Face the Music    | Деннис Калеб Маккой               |
| 2021      | ф   | Отцовство                             | Fatherhood                   | Оскар                             |
| 2022      | мф  | Скуби-Ду! Шалость или сладость        | Trick Or Treat, Scooby-Doo!  | Тревор Глум / фермера             |
| 2025      | ф   | Смерть единорога                      | Death of a Unicorn           | Грифф                             |
| 2025      | ф   | Супермен                              | Superman                     | Рекс Мейсон / Метаморфо           |